# Патрісіо Араболаса
Патрісіо Араболаса (ісп. Patricio Arabolaza; 17 березня 1893, Ірун, Іспанія — 12 березня 1935, там же) — іспанський футболіст, що грав на позиції нападника.
Виступав за національну збірну Іспанії.
Дворазовий володар кубка Іспанії.

## Клубна кар'єра
У дорослому футболі дебютував 1909 року виступами за команду клубу «Расінг де Ірун», в якій провів шість сезонів. Протягом цих років виборов титул володаря Кубка Іспанії.
1915 року перейшов до клубу «Реал Уніон», за який відіграв вісім сезонів. Завершив професійну кар'єру футболіста виступами за команду «Реал Уніон» у 1923 році.
Помер 12 березня 1935 року на 42-му році життя у місті Ірун.

## Виступи за збірну
1920 року дебютував в офіційних матчах у складі національної збірної Іспанії. Протягом кар'єри у національній команді, яка тривала два роки, провів у формі головної команди країни п'ять матчів, забивши один гол.

## Досягнення
- Володар Кубка Іспанії з футболу:

«Расінг де Ірун»: 1913
«Реал Уніон»: 1918
- Срібний олімпійський призер: 1920